# Conus bellulus
Conus bellulus é uma espécie de gastrópode do gênero Conus, pertencente à família Conidae.